# Menippe (Tochter des Peneios)
Menippe (altgriechisch Μενίππη Meníppē) ist eine Figur der griechischen Mythologie.
Sie ist eine Tochter des Peneios. Sie heiratet Pelasgos, ihr Sohn ist Phrastor. Sie erscheint bei Dionysios von Halikarnassos, der die ihm bekannten Legenden zur Herkunft der Tyrrhener vorstellt. Dionysios zitiert Hellanikos von Lesbos, dem zufolge die Tyrrhener mit den Pelasgern zu identifizieren sind. Menippe wird hier als Ahnherrin der Pelasger und demnach auch der Tyrrhener vorgestellt.

## Weblink
- Menippe im Greek Myth Index (englisch)